# SN 1951C
SN 1951C – supernowa odkryta 4 lutego 1951 roku w galaktyce A101906+0806. W momencie odkrycia miała maksymalną jasność 18,20m.